# Gigantochloa cochinchinensis
Gigantochloa cochinchinensis är en gräsart som beskrevs av Aimée Antoinette Camus. Gigantochloa cochinchinensis ingår i släktet Gigantochloa och familjen gräs. Inga underarter finns listade i Catalogue of Life.